# Rešov
Rešov es un municipio del distrito de Bardejov en la región de Prešov, Eslovaquia, con una población estimada a final del año 2024 de 313 habitantes.
Se encuentra ubicado en el centro-norte de la región, cerca del río Topľa (cuenca hidrográfica del río Tisza) y de la frontera con Polonia.

## Demografía
| Año        | 1994 | 2004    | 2014     | 2024    |
| ---------- | ---- | ------- | -------- | ------- |
| Población  | 357  | 353     | 307      | 313     |
| Diferencia |      | −1,12 % | −13,03 % | +1,95 % |

| Año        | 2023 | 2024    |
| ---------- | ---- | ------- |
| Población  | 317  | 313     |
| Diferencia |      | −1,26 % |